# Berliner Zeitung
Il Berliner Zeitung, fondato nel 1945, è un quotidiano tedesco di centro-sinistra, con sede a Berlino.
Fu, insieme alla Neues Deutschland, il quotidiano più venduto nell'intera Germania Est e, dopo la riunificazione tedesca, l'unico giornale della ex Germania Est a raggiungere una popolarità nazionale.
Nel 2003 la Berliner era il maggiore quotidiano di Berlino. L'edizione del fine settimana vendeva approssimativamente 207 800 copie con un numero di lettori pari a 468 000.